# Maison, 37 Grande-Rue à Quintin
La maison, 37 Grande-Rue est située à Quintin, en France.

## Localisation
La maison est située sur le territoire de la commune de Quintin, 37 Grande Rue, dans le département  des Côtes-d'Armor, en région Bretagne.

## Description
La façade épurée de l'enduit qui masquait l'ossature ancienne, montre une maison avec poutres d'avant-solier moulurées en bois, aux deux étages. Au premier étage, petite tête sculptée en relief.
La hauteur du premier étage est occupée par des croix de saint André renforcées par des poutres horizontales. Les deux baies sont soulagées par un contreventement en croix de saint André sous leur allège.

## Historique
En 1691, la commune est érigée en duché. Elle conserve des édifices des XVIe et XVIIe siècles.
La maison est inscrite partiellement (façade en bois et couverture) au titre des monuments historiques par arrêté du 28 mai 1951.

## Galerie

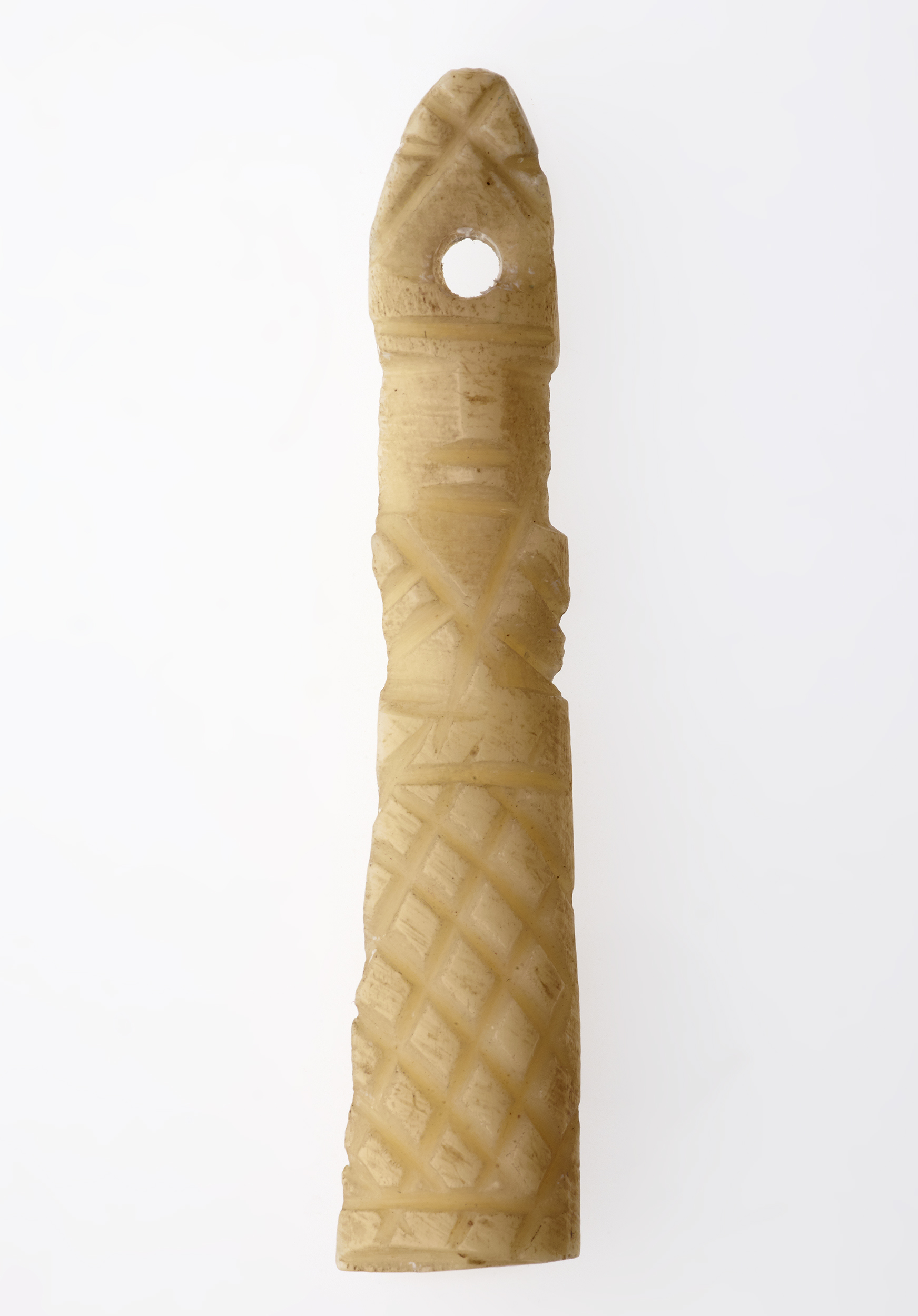